# Islam in Zuid-Azië
De islam in Zuid-Azië is de op één na grootste religie op het Indiase subcontinent, na het hindoeïsme. Er leven ongeveer 570 miljoen moslims op het Indiase subcontinent (vooral India, Pakistan, Bangladesh en Afghanistan). Er zijn 4 Zuid-Aziatische landen die de islam als grootste religie hebben, namelijk de Malediven, Afghanistan, Pakistan en Bangladesh. Islam is de op één na grootste religie in India, terwijl het in Nepal en Sri Lanka de op twee na grootste religie is.